# Puerto Colombia (Guainía)
Puerto Colombia ist ein nicht-kommunalisiertes Gebiet im Departement Guainía in Kolumbien. Es hat 3753 Einwohner. Es liegt auf 97 m über dem Meeresspiegel.